# Museo El Deposito
Museo El Deposito es un museo de historia ubicado en San Juan, en Gran Manila, Filipinas, que cuenta con el sistema de agua Carriedo, incluido el embalse submarino El Depósito . 
El museo está situado dentro de los terrenos del Santuario Pinaglabanan. Se inauguró el 20 de febrero de 2019.

## Características
El Museo El Depósito se encuentra dentro de un edificio de dos pisos en la parte superior del embalse subterráneo de El Depósito y está al lado del Museo ng Katipunan. Tiene tres galerías: La sala audiovisual narra el período anterior al establecimiento de la planta de abastecimiento de agua de Carriedo en 1882, el Centro de recursos presenta artefactos, fotografías, grabados y maquetas, mientras que la sala de realidad virtual ofrece una recreación de la Batalla de San Juan del Monte. Una entrada a un acueducto del propio depósito también es visible en una parte del museo. 